# Beatus de Silos
El Beatus de Silos és un manuscrit il·luminat que conté el comentari a l'Apocalipsi de Beat de Liébana. Fou produït a l'Abadia de Silos, i, com indica el còdex mateix, acabat el 1091 per la part escrita i el 1109 per les il·luminacions. Actualment es conserva a la British Library de Londres amb la signatura Add. Ms. 11695.

## Descripció
El còdex consta de 279 folis de pergamí de 380 x 240 mm; escrit a doble columna amb 39 línies per pàgina. Fou iniciat el 1091 pels escribes Munnio i Dominico, sota els abaciats de Fortunius i Nunnius, i completat el 1109 per l'il·luminador Petrus, sota l'abaciat de Johannes.
El contingut del còdex és el següent
- quatre folis d'un antifonari mossàrab enquadernats, en l'ordre equivocat, al còdex; s'hi inclogué una miniatura el 1109 (ff. 1r-4v)
- el comentari de Beat de Liébana a l'Apocalipsi (ff. 5v-217v)
- extractes de les Etimologies d'Isidor de Sevilla (ff. 218r-219v)
- comentari de Sant Jeroni sobre el Llibre de Daniel (ff. 220r-266r)
- altres textos miscel·lanis que el manuscrit atribueix a Jeroni, Gregori i Agustí (ff. 268r-279v).[1]

Entre les 104 miniatures en color, enriquides amb or i plata, destaquen el mapamundi dels folis 39v-40r i altres a doble foli; també diverses a mig foli.

## Història
El manuscrit va arribar a la British Library el 1840 per compra a Josep Bonaparte, rei d'Espanya de 1808 a 1813. La història anterior coneguda es remunta al segle XXII quan pertangué al cardenal Antonio de Aragó (1618-1650) i al seu germà, el també cardenal Pascual de Aragó (1626-1677) que el deuria llegar al col·legi de San Bartolomé de Salamanca el 1677. El 1770 encara hi està inventariat. Quan es va dissoldre el col·legi arribà a les col·leccions reials, on s'hi menciona de 1799 a 1801. D'aquí seria tret d'Espanya per Josep Bonaparte.

## Galeria

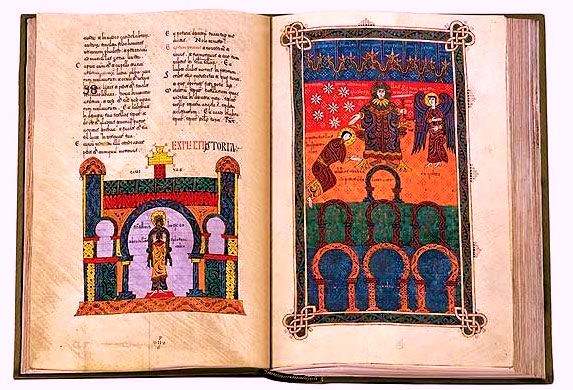
Folis 23v-24r (Sant Joan a la ciutat d'Efes, 23v)
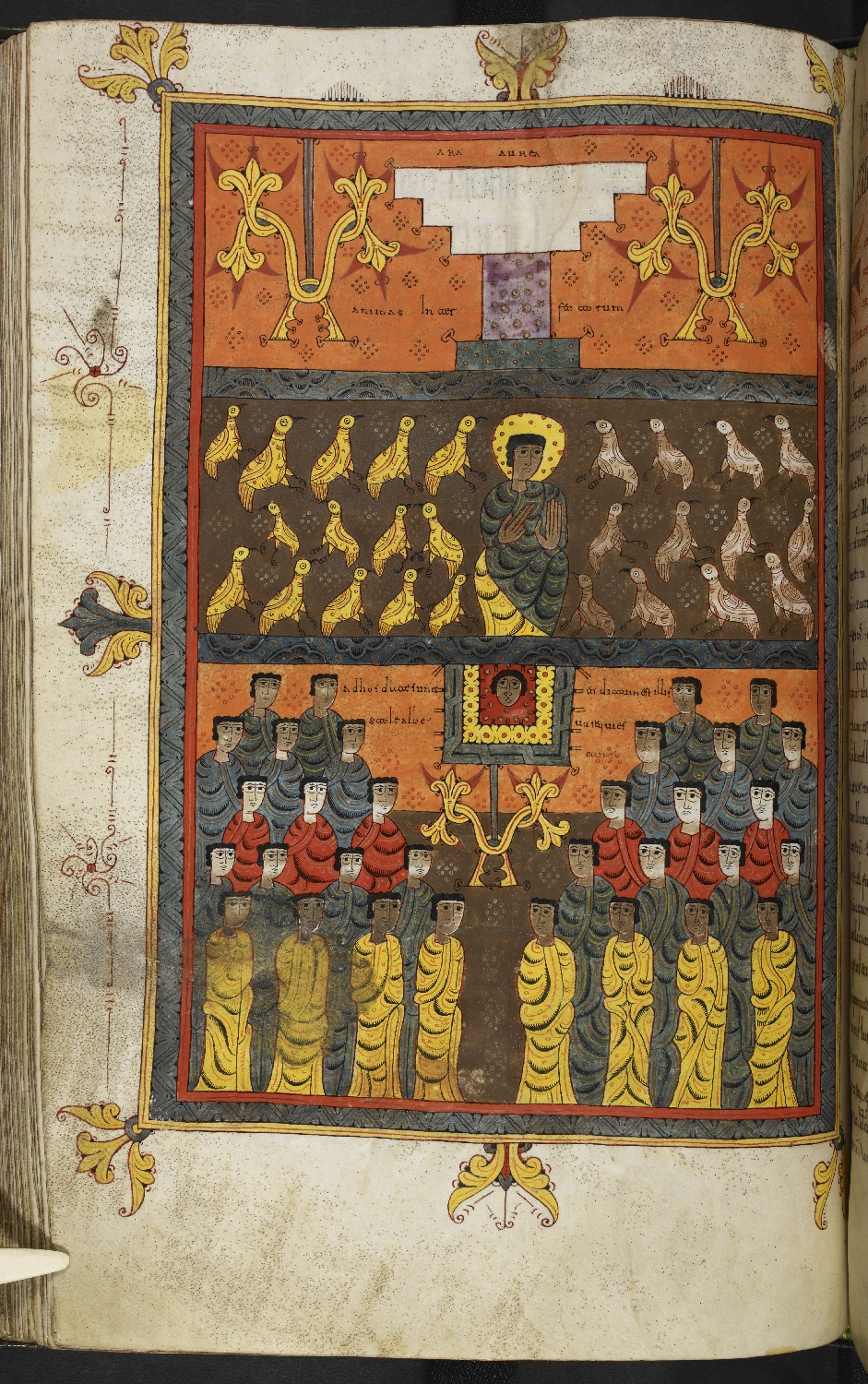
Foli 105v; el cinquè segell; les ànimes dels difunts davant de l'altar
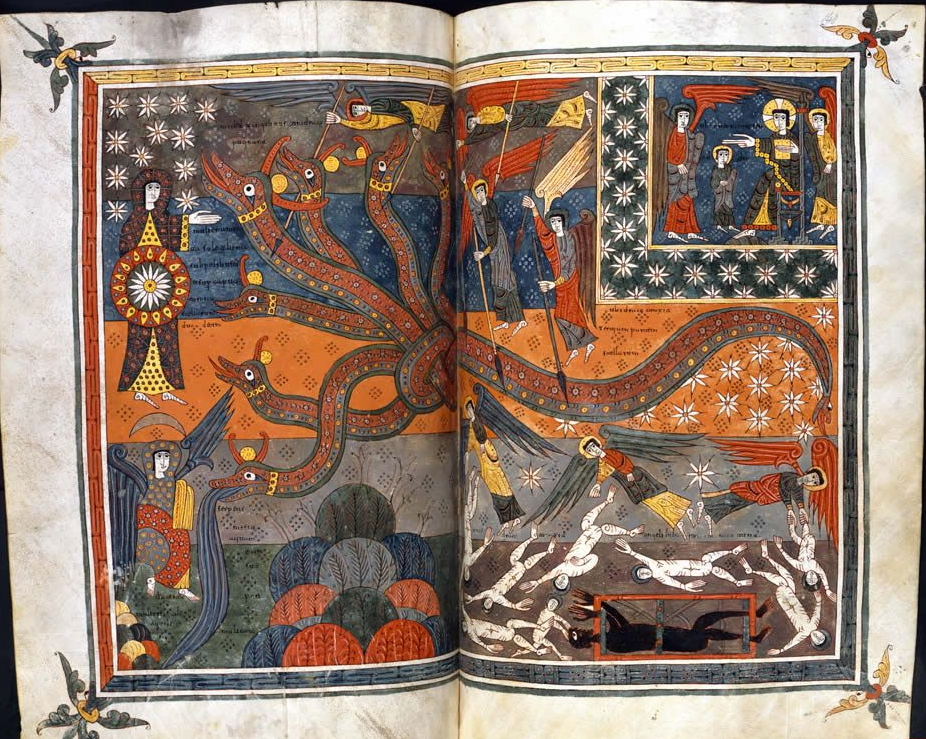
Folis 147v-148r; la batalla entre la serp i el fill de la dona
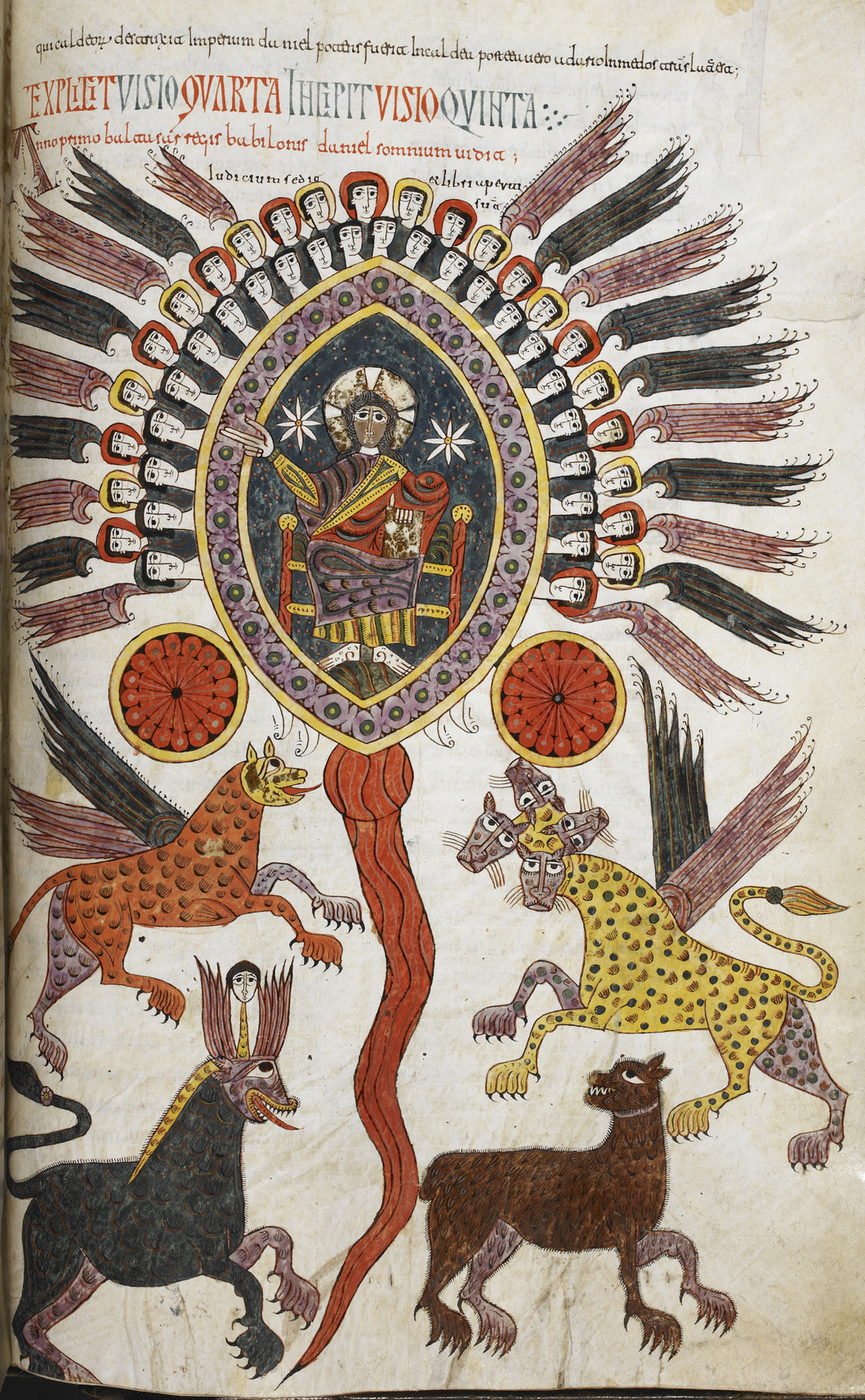
Foli 240r; visió de Daniel de les quatre bèsties del mar